# Wladislaw Romanowitsch Masternoi
Wladislaw Romanowitsch Masternoi (russisch Владислав Романович Мастерной; * 17. November 1995 in Pskow) ist ein russischer Fußballspieler.

## Karriere

### Verein
Masternoi begann seine Karriere bei Tschertanowo Moskau. Zur Saison 2012/13 wechselte er in die Jugend von Spartak Moskau. Zur Saison 2013/14 rückte er in den Kader der Reserve von Spartak. Für diese kam er in seiner ersten Spielzeit zu zehn Einsätzen in der Perwenstwo PFL. In der Saison 2014/15 machte er 14 Drittligapartien und stieg mit Spartak-2 zu Saisonende in die Perwenstwo FNL auf.
Nach dem Aufstieg wechselte Masternoi zur Saison 2015/16 zum Drittligisten Awangard Kursk. Für Kursk kam er zu 23 Drittligaeinsätzen. Zur Saison 2016/17 zog der Außenverteidiger zum ebenfalls drittklassigen FK Armawir weiter. Für Armawir machte er in der Saison 2016/17 24 Partien in der PFL. In der Saison 2017/18 kam er zu elf Einsätzen, mit Armawir stieg er in die FNL auf.
Erneut machte Masternoi den Aufstieg nicht mit, sondern wechselte zur Saison 2018/19 zum Drittligisten FK Pskow-747. In seiner Heimatstadt kam er zu 23 Einsätzen in der PFL. Zur Saison 2019/20 schloss er sich dem Zweitligisten FK Fakel Woronesch an. Im Juli 2019 debütierte er dann in der FNL. In der COVID-bedingt abgebrochenen Saison 2019/20 machte er 25 Partien. In der Saison 2020/21 kam er zu 39 Einsätzen, in der Saison 2021/22 absolvierte er 32 Partien. 2022 stieg er mit Woronesch in die Premjer-Liga auf. Im Juli 2022 gab er gegen den FK Krasnodar sein Debüt im Oberhaus.

### Nationalmannschaft
Masternoi spielte zwischen 2013 und 2014 zwölfmal für russische Jugendnationalauswahlen.